# Campanhó e Paradança
Campanhó e Paradança (llamada oficialmente União das Freguesias de Campanhó e Paradança) es una freguesia portuguesa del municipio de Mondim de Basto, distrito de Vila Real.

## Historia
Fue creada el 28 de enero de 2013 en aplicación de una resolución de la Asamblea de la República de Portugal promulgada el 16 de enero de 2013 con la unión de las freguesias de Campanhó y Paradança, y las aldeas de Carrazedo y Ponte de Olo de la freguesia de Ermelo, pasando su sede a estar situada en la antigua freguesia de Paradança.

### Heráldica
Escudo de armas: Escudo de color rojo, con escudo plateado cargado con una cruz de rojo firme, un horno de cal plateada arado de negro y con puerta del mismo, un bonbo dorado ensartado de negro sosteniendo sus mazos del mismo, y con torre de plata con torretas, abierta e iluminada del campo, las cuatro figuras alineadas en cruz; campaña ondulada en miniatura de tres tiras onduladas de plata y azul. Corona mural de tres torres. Listel plateado, con título negro en mayúsculas: “ UNIÓN DE LA PARROQUIA DE CAMPANHO Y PARADANCE “.
Bandera - De amarillo. Cordones y borlas de oro y rojo. Vara y lanza de oro.

## Demografía
| Gráfica de evolución demográfica de Campanhó e Paradança entre 2011 y 2021 |
|                                                                            |
| Datos según el nomenclátor publicado por el INE portugués.                 |